# Équipe cycliste Yunnan Lvshan Landscape
L'équipe cycliste Yunnan Lvshan Landscape est une équipe cycliste chinoise, ayant le statut d'équipe continentale de 2014 à 2020, puis lors de sa dernière saison en 2023.

## Yunnan Lvshan Landscape en 2020
| Cycliste           | Date de naissance | Nationalité | Équipe 2019                     |  |
| ------------------ | ----------------- | ----------- | ------------------------------- |  |
| Cheng Zhipeng      | 21 octobre 2000   | Chine       |                                 |  |
| Oleksandr Golovash | 21 septembre 1991 | Ukraine     |                                 |  |
| Andriy Kulyk       | 30 août 1989      | Ukraine     | Shenzhen Xidesheng Cycling Team |  |
| Li Zilong          | 21 octobre 2000   | Chine       |                                 |  |
| Liu Xiaolong       | 11 février 1997   | Chine       |                                 |  |
| Lv Jing            | 9 mars 2001       | Chine       |                                 |  |
| Amanuel Million    | 1er janvier 1991  | Érythrée    |                                 |  |
| Oleksandr Prevar   | 28 juin 1990      | Ukraine     | Kyiv Capital Team               |  |
| Hanibal Tesfay     | 26 octobre 1994   | Érythrée    | Yunnan Lvshan Landscape         |  |
| Andriy Vasylyuk    | 29 août 1987      | Ukraine     | Kyiv Capital Team               |  |
| Wang Hanqing       | 11 avril 1999     | Chine       |                                 |  |
| Zhu Yanhong        | 27 février 2001   | Chine       |                                 |  |